# Aipysurus
Genre
Aipysurus est un genre de serpents de la famille des Elapidae. 

## Répartition
Les neuf espèces de ce genre se rencontrent dans l'est de l'océan Indien et dans l'ouest de l'océan Pacifique.

## Description
Ce sont des serpents de mer venimeux.

## Liste des espèces
Selon The Reptile Database (19 décembre 2015) :
- Aipysurus apraefrontalis Smith, 1926
- Aipysurus duboisii Bavay, 1869
- Aipysurus eydouxii (Gray, 1849)
- Aipysurus foliosquama Smith, 1926
- Aipysurus fuscus (Tschudi, 1837)
- Aipysurus laevis Lacépède, 1804
- Aipysurus mosaicus Sanders, Rasmussen, Elmberg, Mumpuni, Guinea, Blias, Lee & Fry, 2012
- Aipysurus pooleorum Smith, 1974
- Aipysurus tenuis Lönnberg & Andersson, 1913

## Publication originale
- Lacépède, 1804 : Mémoire sur plusieurs animaux de la Nouvelle-Hollande dont la description n’a pas encore été publiée. Annales du Muséum National d’Histoire Naturelle, Paris, vol. 4, p. 184-211 (texte intégral).